# Sing Street
Sing Street è un film del 2016 scritto e diretto da John Carney.
Tra gli interpreti principali figurano l'esordiente Ferdia Walsh-Peelo, Aidan Gillen, Maria Doyle Kennedy e Jack Reynor.

## Trama
Nel 1985 il quattordicenne Conor vive con i suoi genitori a Dublino e cerca di evadere dai problemi familiari ed economici grazie alla musica. Conor si deve inoltre adattare al cambiamento della propria scuola, entrando in un grande complesso governato dai cattolici. Nel nuovo liceo il protagonista affronta il bullismo e i professori lo iniziano fin da subito a odiare per via della differente visione di progresso tra lui e loro. Dopo aver conosciuto Raphina, Conor decide di far fruttare il suo talento formando un gruppo musicale partito con l'unico scopo di conquistare la ragazza, ma poi tramutatosi in una vera e propria passione che gli permette di poter evadere dal crudele mondo di tutti i giorni.

## Distribuzione
Il film è stato presentato in anteprima al Sundance Film Festival 2016 il 24 gennaio. È stato distribuito in Irlanda e nel Regno Unito il 18 marzo 2016. In Italia il film è stato presentato alla Festa del Cinema di Roma 2016 e poi distribuito nelle sale da BiM Distribuzione dal 9 novembre 2016.

## Colonna sonora
Le canzoni originali sono curate da Gary Clark e John Carney. Della colonna sonora fanno parte brani di gruppi musicali come The Cure, a-ha, Duran Duran, The Clash, Hall & Oates, Spandau Ballet e The Jam.
L'album della colonna sonora è stato pubblicato dalla Decca Records il 18 marzo 2016. La lista delle canzoni che la compongono è la seguente:
1. Rock N Roll Is A Risk (Dialogue) – Jack Reynor
2. Stay Clean – Motörhead
3. The Riddle Of The Model – Sing Street
4. Rio – Duran Duran
5. Up – Sing Street
6. To Find You – Sing Street
7. Town Called Malice – The Jam
8. In Between Days – The Cure
9. A Beautiful Sea – Sing Street
10. Maneater – Hall & Oates
11. Steppin' Out – Joe Jackson
12. Drive It Like You Stole It – Sing Street
13. Up (Bedroom Mix) – Sing Street
14. Pop Muzik – M
15. Girls – Sing Street
16. Brown Shoes – Sing Street
17. Go Now – Adam Levine

## Riconoscimenti
- 2016 - Irish Film and Television Award[3]
  - Miglior attore non protagonista a Jack Reynor
  - Candidatura al Miglior film
  - Candidatura al Miglior regista
  - Candidatura per la Miglior sceneggiatura a John Carney
  - Candidatura al Miglior suono
  - Candidatura al Miglior trucco e acconciature
  - Candidatura ai Migliori costumi
  - Candidatura alla Miglior colonna sonora
- 2016 - National Board of Review Awards
  - Migliori dieci film indipendenti